# Luke Babbitt
Luke Robert Babbitt (* 20. Juni 1989 in Cincinnati, Ohio) ist ein US-amerikanischer Basketballspieler, der zuletzt für die Miami Heat in der NBA aktiv war.

## Karriere
Babbitt spielte zunächst zwei Jahre für die University of Nevada, Reno, ehe er sich 2010 zum NBA-Draft anmeldete und an 16. Stelle von den Minnesota Timberwolves ausgewählt wurde. Die Wolves tauschten jedoch noch am Drafttag das Recht an Babbitt mit dem Recht für Martell Webster, das die Portland Trail Blazers erworben hatten. Babitt verbrachte daher die ersten drei Profijahre bei den Blazers, konnte sich allerdings nicht in die Rotation spielen und wurde auch in die NBA D-League beordert, um Spielpraxis zu sammeln. 
2013 wechselte er nach Russland zu BK Nischni Nowgorod. Er brach jedoch den Vertrag mit Nowgorod nach wenigen Monaten und wurde kurze Zeit später von den New Orleans Pelicans unter Vertrag genommen. Dort überzeugte er in den restlichen Spielen der Saison, sein Vertrag wurde daher im Sommer 2015 verlängert. Die Saison 2015/16 schloss Babbitt mit einem Karrierebestwert von 7,0 Punkten pro Spiel ab. Dennoch transferierten die Pelicans Babbitt im Sommer 2016 zu den Miami Heat.